# Улица Коперника (Львов)
У́лица Копе́рника (укр. Вулиця Миколая Коперника) — одна из центральных улиц Львова (Украина), находится в Галицком районе. Начинается от проспекта Свободы и заканчивается на пересечении улиц Сахарова, Гвардейской и Витовского. Проходит параллельно улице Дорошенко у подножия холмов Цитадели.

## История
В XVI веке на месте нынешней улицы Коперника проходила Сокольническая дорога (которая вела в Сокольники; название известно с 1560 года). Со временем верхняя часть дороги стала называться Сокольнической улицей, а нижняя — от нынешнего проспекта Свободы приблизительно до нынешней улицы Бандеры — носила название улицы Широкой (с 1690 года).
Дом № 20 принадлежал к вице-губернатору Галиции Францу Краусу. Здесь в 1839 г. жил эрцгерцог Франц Карл Иосиф Габсбург (1802—1878), отец будущего австрийского императора Франца Иосифа I.
В 1871 году улица была названа в честь великого польского астронома Коперника. Относительная удалённость от городского шума, густая зелень способствовали поселению здесь знати. В конце XIX века улица Коперника стала центральной, на ней появились многоэтажные дома, банки, дорогие магазины, была проведена линия электрического трамвая.
В 1894 году по улице проложили линию электрического трамвая. В XX веке в большей части зданий на улице уже размещались небольшие предприятия и мастерские. 
Возможно, это единственная улица Львова, которая при всех властях не меняла своего названия: немецкое (во времена Австрийской империи, и во времена немецкой оккупации 1941—1944) Kopernikusstraße, польское (1918—1939) Ulica Kopernika, украинское вулиця Коперника и русское улица Коперника являются версиями одного и того же значения на разных языках.
До марта 1970 г. по верхней части улицы Коперника ходил трамвай № 12 через центр на Высокий Замок. Сейчас здесь проходит большинство маршрутов, которые следуют через центральную часть города.

## Примечательные здания

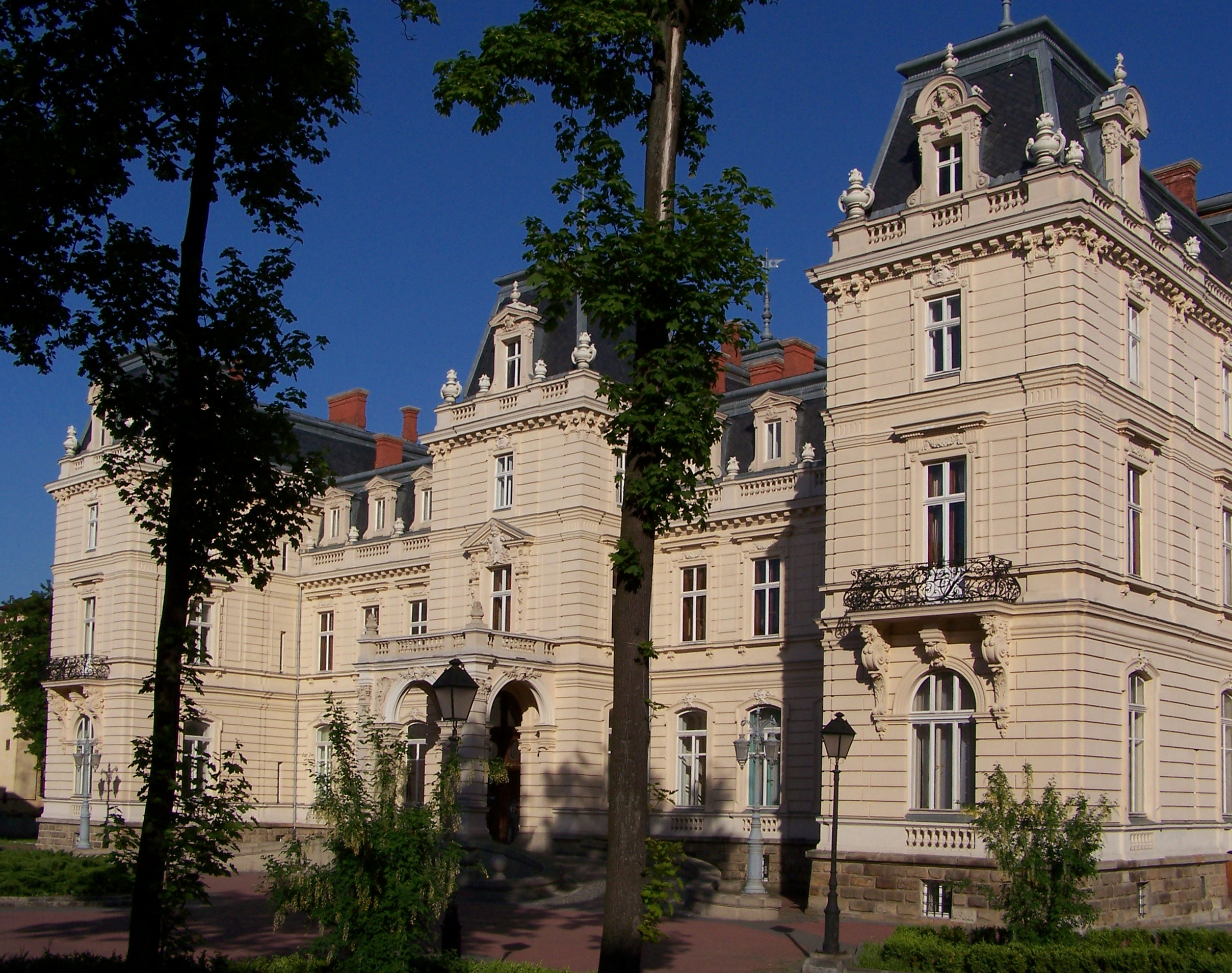
Дворец Потоцких

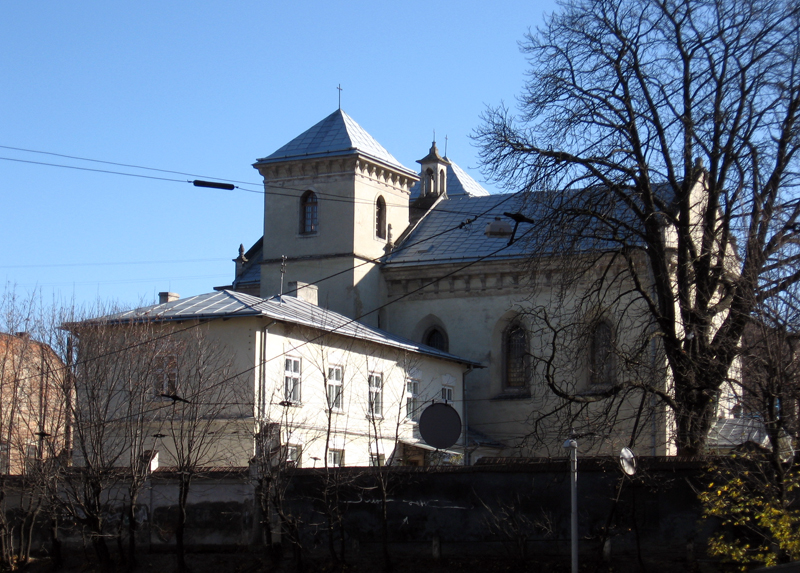
Монастырь и корстёл Святого Лазаря

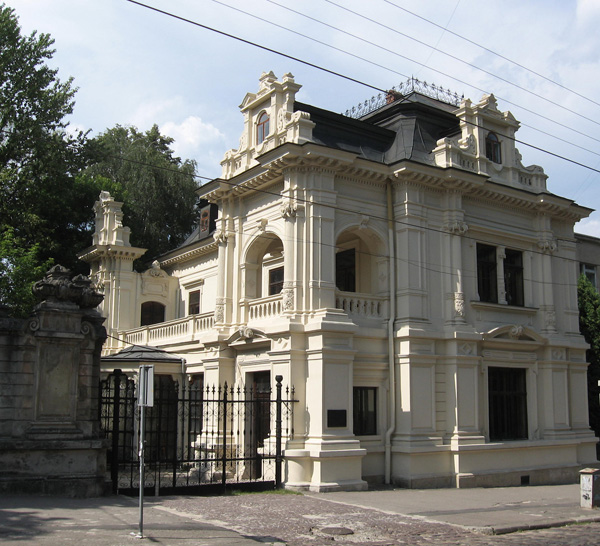
Дворец Сапег

- Дом № 1. На месте этого здания в 1828 году была открыта аптека «Под золотой звездой». Здесь в 1853 году львовяне Лукасевич и Зех изобрели керосиновую лампу. В 1892 году здесь был построен Пассаж Миколашев — крытый переход от Коперника до современной улицы Вороного с боковым выходом на площадь Мицкевича. В пассаже прогуливались львовские бедняки. В начале Второй мировой войны в пассаж попала авиационная бомба, которая его разрушила. После войны в сохранившихся помещениях первого этажа расположилась центральная аптека города Львова. Само здание не восстанавливалось и уже 70 лет находится в аварийном состоянии.
- Дом № 3 был построен в 1915 году для итальянского страхового банка в стиле модернизма. С советского времени здание занял финансовый техникум (ныне — финансовая академия).
- Дом № 4 построен в 1913 году по проекту архитекторов О. Сосновского и А. Захаревича для Земского кредитного общества. Здание используется банками и по сей день.
- Дом № 7. На первом этаже здания ранее располагался кинотеатр «Коперник», один из старейших в городе. Сейчас в здании — ресторан.
- Дом № 15. Дворец Потоцких. Построен в 1880 году в стиле французского Возрождения для графа Р. Потоцкого. При Советской власти здесь размещались разные учреждения — Дворец пионеров, научно-исследовательские институты, Дворец торжественных событий. Ныне здание принадлежит Львовской галерее искусств. Во дворе здания находятся музей украинской книги и музей под открытым небом, занявший весь задний двор. Проезд через двор перекрыт.
- Дом № 27. Монастырь Святого Лазаря.
- Дом № 36. В 1729 году на этом месте был построен женский монастырь ордена доминиканок. В 1783 году он был закрыт, а в доме разместилась униатская семинария. В советское время общежитие семинарии стало использоваться как общежитие студентов Львовского университета, позже как географический факультет. Рядом расположена колокольня церкви Святого Духа (1729), которая входила в состав сооружений семинарии. В 1939 году церковь была разрушена авиабомбой, на её месте было построено здание телефонной станции, а рядом — остановка трамваев.
- Дом № 38. Средняя школа № 9, которая была украинизирована в конце августа 1991 года, в числе первых школ с русским языком обучения[1].
- Дом № 40. Дворец князей Сапег, построенный в стиле французского барокко. В советское время здесь находилась средняя школа № 9, позже здесь разместилось областное Общество охраны памятников истории, культуры и архитектуры.
- Дом № 42. Дворец Бельских. В советский период здесь разместился Дом учителя, при котором открыт педагогический музей.
- На протяжении второй половины улицы в 2012—2013 проложена велодорожка. Улица Коперника покрыта брусчаткой, в данный момент находящейся в плохом техническом состоянии. Здание почты, которое находится посередине улицы, разукрашено по бордюру в розовый цвет.